# Corbiniano Böhm

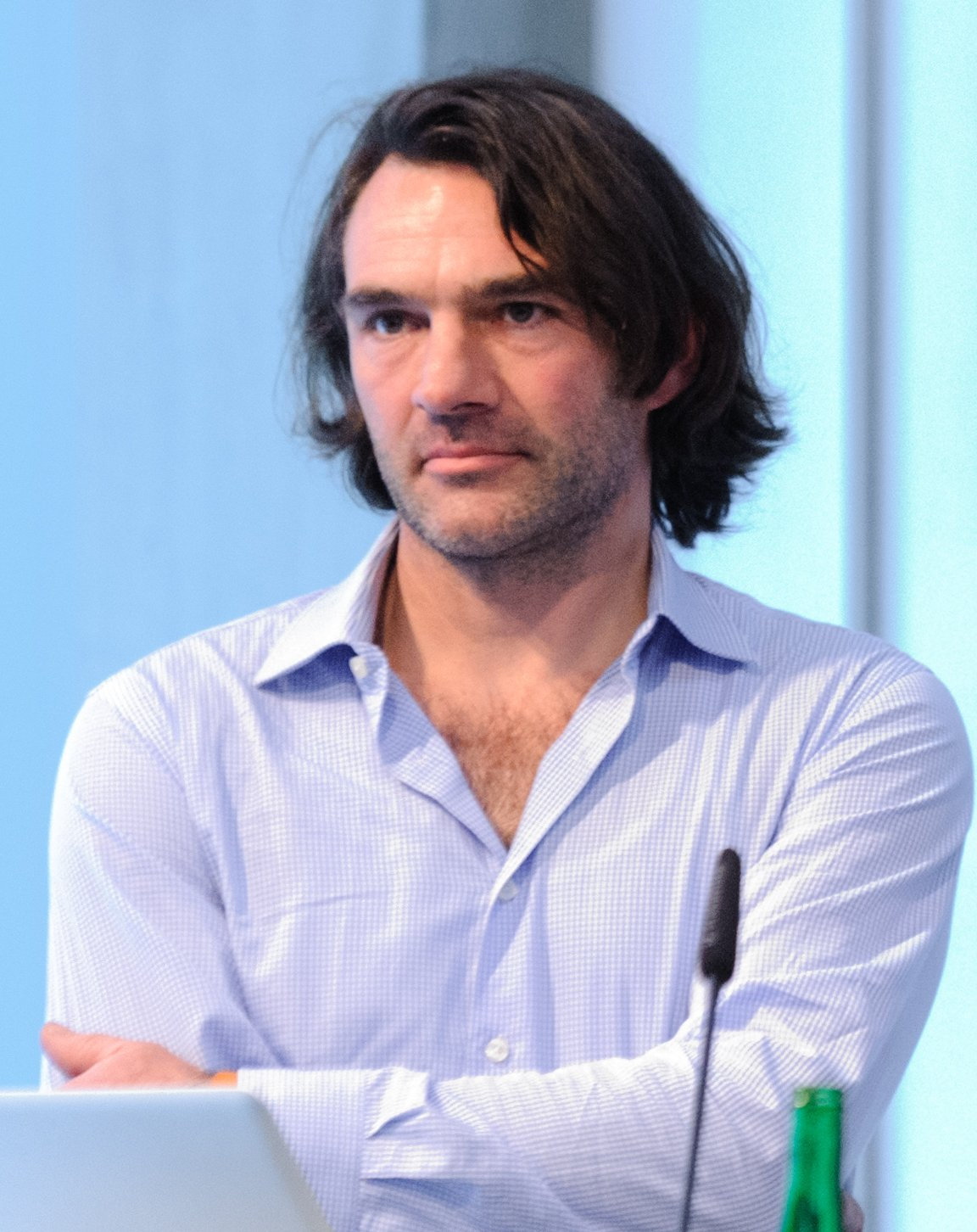
Corbinian Böhm (2012)

Corbiniano Böhm (Munique, 7 de agosto de 1966) é um escultor alemão.